# توفیق هیشری
توفیق هیشری (انگلیسی: Taoufik Hicheri؛ زادهٔ ۸ ژانویهٔ ۱۹۶۵) بازیکن فوتبال اهل تونس بود.
از باشگاه‌هایی که در آن بازی کرده‌است می‌توان به باشگاه فوتبال ویتوریا گیماریش و باشگاه فوتبال اسپرانس تونس اشاره کرد.
وی همچنین در تیم ملی فوتبال تونس بازی کرده‌است.